# Jesus, tänk på mig
Jag ber om hjälp till stillhet i min plåga är en psalm med text skriven 1936 av Rudolf Zetterquist. Musiken är skriven 1937 av Oskar Lindberg.

## Publicerad i
- Den svenska psalmboken 1986 som nr 574 under rubriken "Vaksamhet – kamp – prövning".
- Svensk psalmbok för den evangelisk-lutherska kyrkan i Finland (1986) som nr 374 under rubriken "Nöd och nåd" med något annorlunda text än i Den svenska psalmboken.